# Río Orjón
El río Orjón (en mongol: Орхон гол orkhon gol ᠣᠷᠬᠤᠨ) es un largo río asiático, el afluente de mayor longitud del río Selengá y de Mongolia. Tiene una longitud de 1124 km y discurre por las provincias mongolas de Arhangay, Bulgan y Selengá.

## Geografía
El río Orjón nace en las montañas Jangái, en la provincia de Arjangai y discurre hacia el norte hasta desembocar en el río Selengá, que a su vez desemboca al norte en Rusia y el lago Baikal. Los principales afluentes del río Orjón son los el río Tamir, el río Tuul y el río Jaraa. Las ciudades más importantes en sus riberas son Jarjorin y Bulgan.
Hay dos conjuntos de ruinas a lo largo del valle del río: Balgas Jar, la antigua capital del reino y Janato uigur y Karakórum, la antigua capital del Imperio mongol. Piotr Kuzmich Kozlov encontró varias tumbas del imperio huno en la zona del valle del Orjón. Que por cierto ha sido declarado como Patrimonio de la Humanidad (UNESCO).
Muy cerca del Orjón se encuentra la cascada Ulaan Tsutgalan, de diez metros de ancho y veinte metros de altura, destino turístico muy popular. El río Orjón está provisto de varios peces, como el lucio, la carpa, la perca, el taimen y el siluro.

## Galería

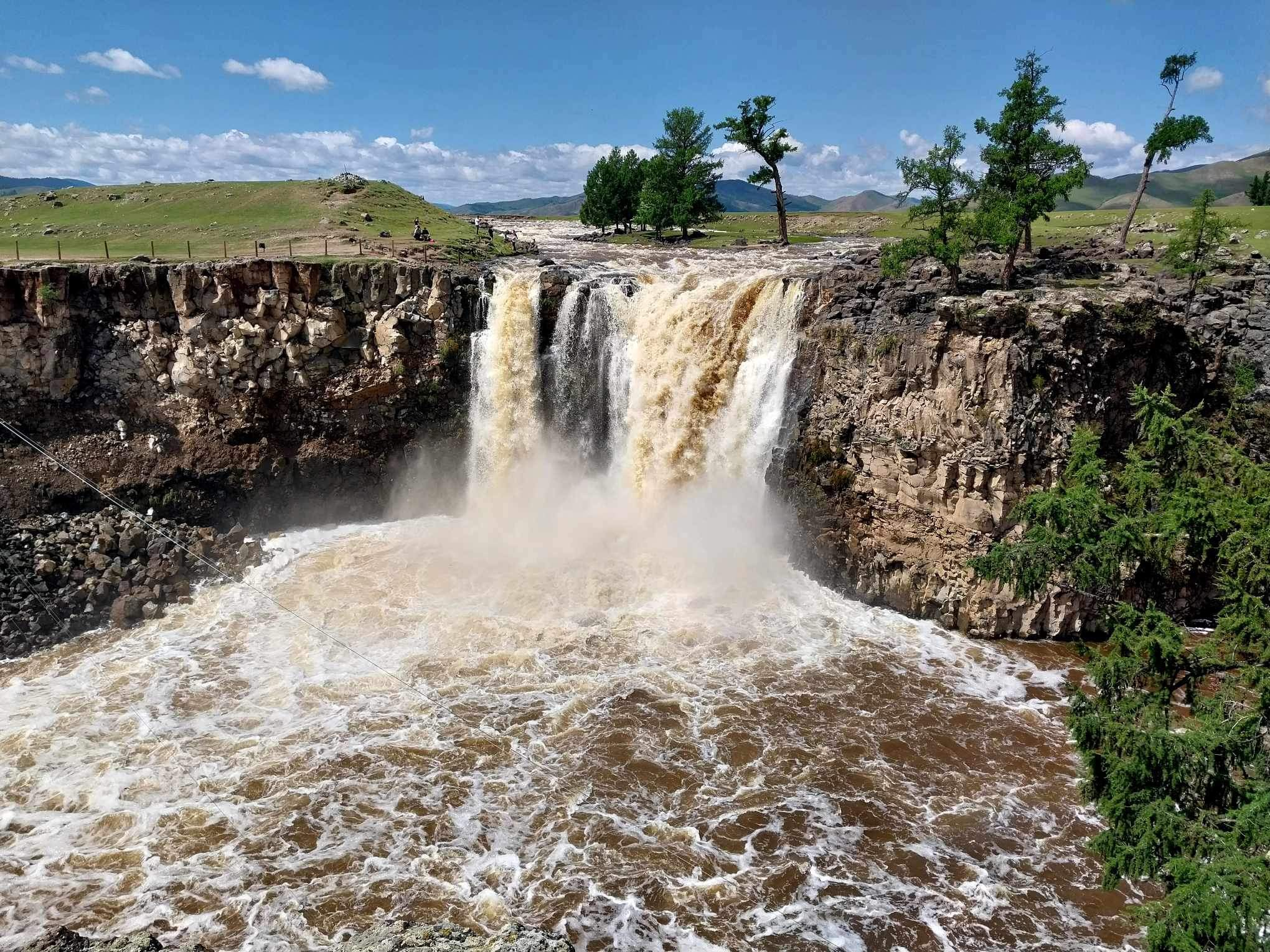
Cataratas de Ulaan Tsutgalan

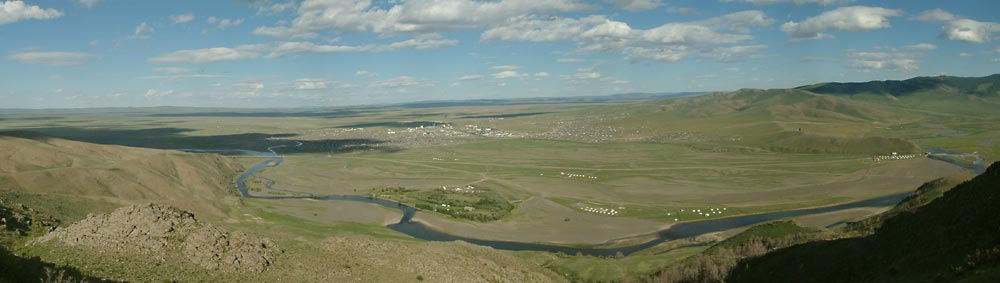
Panorama del valle del Orjón